# Josh Freed
Pour les articles homonymes, voir Freed.
Josh Freed est un chroniqueur, écrivain, humoriste, réalisateur, scénariste et acteur québécois.

## Filmographie

### comme réalisateur
- 1994 : Paradise Lost (TV)
- 1994 : Escaping from History
- 1995 : Merchandising Murder
- 1995 : The Last Train
- 2000 : Selling the Water
- 2000 : Polar Bear Safari
- 2002 : Juggling Dreams (TV)
- 2003 : To Kill or to Cure (TV)

### comme scénariste
- 1988 : A Song for Quebec
- 1992 : Between the Solitudes
- 1997 : Magic Time
- 2000 : Selling the Water
- 2000 : Polar Bear Safari
- 2002 : Juggling Dreams (TV)

### comme acteur
- 1981 : Ticket to Heaven : Member of Sharing Group